# Seligi
Seligi [pronunciación en polaco: /sɛˈliɡi/] es un pueblo ubicado en el distrito administrativo de Gmina Bielawy, dentro del Distrito de Łowicz, Voivodato de Łódź, en Polonia central. Se encuentra aproximadamente a 21 kilómetros al oeste de Łowicz y a 37 kilómetros al norte de la capital regional Łódź.